# جوادیه مرتضوی
جوادیه مرتضوی، روستایی از توابع بخش فردوس شهرستان رفسنجان در استان کرمان ایران است.

## جمعیت
این روستا در دهستان فردوس قرار دارد و براساس سرشماری مرکز آمار ایران در سال ۱۳۸۵، جمعیت آن ۳۶۴ نفر (۹۲خانوار) بوده‌است.